# Django Reinhardt
Jean Baptiste "Django Reinhardt" (Liberchies, 23. siječnja 1910. – Fontainebleau, 16. svibnja 1953.), belgijski gitarist, podrijetlom Rom. 
Utemeljio je 1934. s violinistom Stéphaneom Grappelliem slavni kvintet Hot Club de France. Koncertirao je po Europi i SAD u sastavu s mnogim poznatim jazz glazbenicima. Razvio je posebnu virtuoznu gitarističku tehniku, a svojim stilom, u kojem se isprepliću tragovi romske glazbe s elementima jazza i francuske moderne, utjecao je čak i na američki jazz. 
Jedan od najutjecajnijih, ako ne i najutjecajniji, europskih jazzera. Odrastao je u romskom naselju u blizini Pariza, gdje u jednoj požaru gubi 4. i 5. prst lijeve ruke. Kompenzirajući istu invalidnost razvija svoj neponovljivi stil.